# 王崇冠
王崇冠（1508年—？），字雅夫，山西太原府榆次縣源涡里人，軍籍，明朝政治人物。

## 生平
嘉靖十三年（1534年）甲午科山西鄉試第六名。嘉靖十四年（1535年），登乙未科第三甲第三十二名進士。未仕卒。

## 家族
曾祖王軏；祖父王景春；父王明。前母原氏；母賈氏。慈侍下。兄崇仁。